# The Gift of Game
A The Gift of Game a Crazy Town Los Angeles-i együttes első nagylemeze. A Columbia Records 1999. november 9-én adta ki az Egyesült Államokban. A lemezen hallható a csapat legnagyobb sikerét jelentő Butterfly című dal, amely a Billboard Hot 100-on az első helyet érte el 2001. március 24-én.
Az albumon vendégszereplő az Orgyból Jay Gordon és Amir Derakh, valamint KRS-One rapper.

## Számlista
(A 15. számtól a 31. számig csend van)
1. Intro – 0:25
2. Toxic – 2:48
3. Think Fast – 3:52
4. Darkside – 3:52
5. Black Cloud (feat. Jay Gordon of Orgy) – 5:02
6. Butterfly (sampled Red Hot Chili Peppers) – 3:36
7. Only When I'm Drunk – 2:47
8. Hollywood Babylon – 4:23
9. Face the Music – 3:24
10. Lollipop Porn – 3:54
11. Revolving Door – 3:40
12. Players (Only Love You When They're Playing) – 4:13
13. B-Boy 2000 (feat. KRS-One) - 4:27
14. Outro (www.crazytown.com) – 1:19

1. [The Gift of Game] (rejtett dal) – 0:55

## Felállás
- Bret Mazur – ének, billentyűk
- Shifty – ének
- DJ AM - DJ
- James Bradley Jr. – dob
- Rust Epique – gitár
- Anthony Valli – gitár
- Doug Miller – basszusgitár

## Kislemezek
- Toxic - 1999
- Darkside - 2000
- Butterfly - 2001
- Revolving Door - 2001